# 티투스 라비에누스
티투스 라비에누스(Titus Labienus, (기원전 100년경 - 기원전 45년, 3월 17일)는 로마 공화정 말기의 군인으로 기원전 63년에 호민관직을 수행했으며 율리우스 카이사르의 유능한 부하였으나 내전 때는 카이사르에 등을 돌리고 폼페이우스의 원로원파로 카이사르와 맞섰다.

## 카이사르의 부관, 갈리아 원정
티투스 라비에누스의 고향은 피케눔으로 알려져 있고 기사계급이었다. 피케눔은 폼페이우스의 출신지역으로 아마도 기원전 63년 티투스가 호민관이 되었을 무렵 폼페이우스의 영향을 받았을 것으로 보인다. 호민관을 마친 후 그는 카이사르의 군단장으로서 갈리아 원정에 함께 하였다.
라비에누스는 카이사르의 《갈리아 전쟁기》초반에 카이사르의 두 번째 사령관으로 유일하게 언급되는 군단장이었다. 라비에누스는 군사적 천재로 카이사르의 기병대를 지휘했고 여러 가지 공을 세웠다. 카이사르는 라비에누스를 절대적으로 신뢰했고 카이사르가 갈리아를 비울때는 항상 라비에누스에게 뒷일을 맡기고 떠났다.
기원전 57년 벨가이족과의 전투에서 라비에누스는 제9군단과 제10군단을 지휘했는데 적을 뒤에서 포위하고 섬멸하는 작전을 구사하여 카이사르의 승리의 전환점을 만들기도 하였다. 카이사르의 갈리아 원정 기간 동안 라비에누스는 뛰어난 전략과 용맹함으로 카이사르의 전략을 충실히 수행하고 믿음직한 장군으로 복무했고 기원전 51년 카이사르는 라비에누스를 갈리아 키살피나의 총독자리에 임명하였다.

## 내전과 몰락
기원전 49년 1월 카이사르가 루비콘 강을 건넜을 때 라비에누스는 카이사르를 배신하고 폼페이우스 진영으로 넘어갔다. 폼페이우스는 대단히 기뻐하면서 그를 기병대 지휘관으로 삼았다.
라비에누스는 8년 간의 갈리아 전쟁을 포함해 무려 13년이나 카이사르 밑에서 함께 한 가장 신뢰받는 부관이었으나 로마의 뿌리 깊은 파트로네스-클리엔테스 관계 때문에 대대로 자신 가문의 파트로네스였던 폼페이우스 가문을 따랐다. 그래도 카이사르를 최대한 존중하여 자신의 모든 휘하 군대는 그대로 두고 자신의 아들과 노예들만 데리고 갔다. 카이사르도 오랜 로마의 신의를 지킨 자신의 오른팔이었던 라비에누스를 전혀 비난하지 않았고 오히려 이미 떠난 그의 짐들을 마저 싸서 마차에 실어 보내주었다.
라비에누스는 이탈리아에서 도망가서 동방에서 재결집해 카이사르와 맞서려는 폼페이우스에게 여러차례 이탈리아 본토에서 맞서라고 충고했으나 받아들여지지 않았다. 폼페이우스의 진영에서 라비에누스는 실패했다. 기원전 48년 파르살루스 전투에서 패한 라비에누스는 코르시카로 달아났고 거기서 폼페이우스가 죽었다는 소식을 들었다. 그는 아프리카로 넘어가 폼페이우스파를 규합하여 카이사르에 맞섰다.
그러나 탑수스 전투에서 패하고 히스파니아의 그나이우스 폼페이우스에게로 달아났고 기원전 45년 히스파니아에서 벌어진 문다 전투에서 죽었다.
그의 머리는 참수되어 카이사르에게 전해졌다.
1. ↑  파트로네스와 클리엔테스. 각각 Patron과 Client의 어원임
2. ↑  시오노 나나미. 《로마인 이야기 5》. 한길사.